# Клинтон, Бёрк
Бёрк Клинтон (англ. Burke Clinton; род. 12 июля 1961) — американский самбист и дзюдоист, серебряный (1991) и бронзовый (1989) призёр чемпионатов США под дзюдо, серебряный (1989, 1993) и бронзовый (1990) призёр чемпионатов мира, серебряный призёр розыгрыша Кубка мира.
По самбо выступал в лёгкой (до 62 кг), первой полусредней (до 68 кг) и второй полусредней (до 74 кг) весовых категориях. Многократный победитель и призер чемпионатов NCAA по борьбе. В 2001 году был введён в Зал спортивной славы штата Делавэр. Учился в Университете Оклахомы.